# استان داتم دل مارانیون
استان داتم دل مارانیون (به اسپانیایی: Provincia de Datem del Marañón) یک استان در پرو است که در منطقه لورتو واقع شده‌است. استان داتم دل مارانیون ۴۶٬۶۰۹٫۹ کیلومتر مربع مساحت و ۴۹٬۴۴۶ نفر جمعیت دارد و ۱۲۸ متر بالاتر از سطح دریا واقع شده‌است.